# Ашшур-назір-апал II
Ашшур-назір-апал II (аккадською «Ашшур бережи спадкоємця») — ассирійський цар, син Тукульті-Нінурти, правив 25 років з 883 по 859.

## Правління
На початку свого правління Ашшур-назір-апал здійснив кілька походів у месопотамські степи проти арамейських племен, які змусив підкоритися собі. Війна велася з надзвичайною навіть як для ассирійців жорстокістю — полонених саджали на палю, здирали з живих шкіру тощо. Також ходив походами у верхів'я Великого і Малого Забів, а також до витоків Тигру в країну Наїрі де захопив багату здобич та рабів. 879 року до нашої ери ассирійські війська перейшли Євфрат і захопили багате місто Каркемиш. 876 року армія на чолі з царем перетнула Євфрат і вдерлася до Сирії. Ніхто з місцевих правителів не наважився вийти на бій. Фінікійські міста — Тір, Сидон, Бібл и Арвад змушені були відкупатися від Ашшур-назір-апала даниною. Цар зі своїм військом пройшов долиною Оронту, перетнув гори Аману і вийшов до Середземного моря, у водах якого за давнім звичаєм омив свою зброю, про що розповів у надписі біля річки Нахр-ель-Кельб. На берегах Оронту була збудована фортеця. З цього походу ассирійці привезли величезну здобич і пригнали десятки тисяч людей.
Ашшур-назір-апал переніс столицю держави до Кальху на Тигрі. Місто постало на лівому березі Тигру північніше старої священної столиці Ашшуру. В місті поселили багатьох з захоплених у походах полоненних. Цар розбудував місто, і під кінець його правління воно вже було зіставне зі старими столицями — Ашшуром та Ніневією. Для водопостачання нової столиці та полів навколо за наказом царя було викопано великий канал.
Ашшур-назір-апал ходив війною на Вавилонію. Як і його дід Адад-нерарі II, він не плюндрував Вавилон, а обмежився анексією невеликих прикордонних земель. Окрім того цар провів кілька походів у повсталі чи просто непокірні області. Ці походи мали вигляд запеклого терору — населення вирізалося в найжорстокіший спосіб.